# ABN 뉴스투데이
《ABN 뉴스투데이》는 경기도 성남 지역의 케이블 방송사인 아름방송의 종영 방송되었던 메인 뉴스 프로그램이다.

## 방송시간
- 매일 낮 12시
- 매일 오후 2시
- 매일 오후 4시
- 매일 오후 6시
- 매일 저녁 8시
- 매일 밤 10시

## 진행자
- 이보현 아나운서 (여)
- 장은지 아나운서 (여)

## ABN의 다른 뉴스프로그램
- ABN 뉴스와이드
- ABN 뉴스위크

## 같이 보기
- ABN
- 뉴스투데이